# 秋田市立大住小学校
秋田市立大住小学校（あきたしりつ おおすみしょうがっこう）は、秋田県秋田市仁井田にある公立小学校。
学校区は秋田市南部、おおむね国道13号西部、雄物川北岸、羽越本線南部となっている。 

## 概要
1980年創立。仁井田の一部、大住、牛島南、牛島西などを学区としている。ほとんどの児童が秋田市立城南中学校に進学する。
- 敷地面積：24,005m2
- 校舎面積：6,6172
- 屋内運動場面積：9892

## 教育目標
- 人の喜びや痛みに共感できる子どもの育成
  - 思いやりをもち、共に高め合う子ども
  - 知ることに喜びを感じ、自ら学ぶ子ども
  - 進んで人のために役立とうとする子ども
  - たくましく最後まで頑張り抜く子ども

## 沿革
以下、注釈の無い項目は学校の公式サイトの情報によるもの。
- 1980年 - 開校
- 1982年 - 訪日ドイツ代表団来校（25名）
- 1986年 - 第16回世界児童画展指導者賞受賞
- 1987年 - ソニー教育資金優良賞受賞
- 1991年 - 齋藤憲三顕彰会研究助成
- 1996年 - 松下視聴覚教育研究助成
- 1998年 - ミャンマー教員代表団訪問
- 2001年  - ふるさと子どもドリームアップ事業による記念CDを制作
- 2011年 - 第9回全日本小学校ホームページ大賞優秀校
- 2012年 - 日本赤十字社銀色有功章受章
- 2016年 - 相撲部が東北大会初出場で3位

## スポーツ少年団
- 野球
- サッカー
- 相撲

## 主な進学先
- 秋田市立城南中学校
- 秋田市立御野場中学校
- 秋田県立秋田南高等学校・中等部

## 最寄駅
- 羽後牛島駅
- 四ツ小屋駅

## アクセス
- 秋田中央交通 大住みなみ野団地線 大住小学校入口下車

## 著名出身者
- 高橋潤哉（プロサッカー選手）
- 成田卓也（サッカー選手）